# Lucio Nicoletto
Lucio Nicoletto (* 18. August 1972 in Este, Provinz Padua) ist ein italienischer römisch-katholischer Geistlicher und Prälat von São Félix in Brasilien.

## Leben
Lucio Nicoletto wurde in Este geboren und wuchs zuerst in Carceri auf. 1981 zog seine Familie nach Ponso um. Von 1983 bis 1987 besuchte er das Collegio Manfredini der Salesianer Don Boscos und ab dem 14. September 1987 das Kleine Seminar des Bistums Padua in Tencarola. Ab dem 28. September 1992 studierte er Philosophie und Katholische Theologie am Priesterseminar in Padua und an der Theologischen Fakultät von Norditalien. Nicoletto wurde am 25. Oktober 1997 zum Diakon geweiht und empfing am 7. Juni 1998 durch den Bischof von Padua, Antonio Mattiazzo, das Sakrament der Priesterweihe für das Bistum Padua.
Nach der Priesterweihe war Nicoletto zunächst als Pfarrvikar der Pfarrei San Michele Arcangelo in Selvazzano Dentro tätig, bevor er ab 2001 für die Berufungspastoral im Bistum Padua verantwortlich war und als Ausbilder am Kleinen Seminar des Bistums Padua wirkte. Daneben absolvierte er einen Kurs im Fach Psychopädagogik bei den Salesianern in Mogliano Veneto. Im Mai 2005 wurde er als Fidei-Donum-Priester nach Brasilien entsandt, wo er zuerst als Seelsorger in Vilar dos Teles, einem Stadtteil von São João de Meriti, wirkte. Ab Februar 2007 war er zudem für die Seminaristen des Bistums Duque de Caxias, die am interdiözesanen Priesterseminar in Nova Iguaçu studierten, zuständig. Von August 2009 bis 2011 war Nicoletto Spiritual am interdiözesanen Priesterseminar in Nova Iguaçu und Pfarrvikar an der Kathedrale Santo Antônio in Duque de Caxias. Außerdem gehörte er in dieser Zeit dem Diözesanrat für die Aus- und Weiterbildung des Klerus und der Ständigen Diakone an. Zudem belegte er 2009 einen Kurs für Ausbilder an Priesterseminaren in São Paulo. 2011 wurde Nicoletto Regens des Priesterseminars in Duque de Caxias, Verantwortlicher für die Berufungspastoral im Bistum Duque de Caxias und Leiter der Jugendabteilung an der Diözesankurie sowie geistlicher Begleiter der Arbeitsgruppe für die Jugendpastoral und der charismatischen Bewegung. Überdies gehörte er von 2005 bis 2016 dem Konsultorenkollegium des Bistums an. Von 2012 bis 2015 war er zusätzlich Pfarrvikar in Xerém. Daneben erwarb er im März 2016 nach weiterführenden Studien an der Päpstlichen Katholischen Universität von Rio de Janeiro ein Lizenziat im Fach Biblische Theologie.
Ab 2016 wirkte Nicoletto als Pfarrer in Caracaraí im Bistum Roraima. Im April 2016 wurde er Verantwortlicher für die Katechese im Bistum und Leiter des Projekts Iniciação à Vida Cristã („Einführung in das christliche Leben“). Im selben Jahr wurde er auch Mitglied des Priesterrats des Bistums Roraima. Ab 2019 fungierte Nicoletto als Generalvikar des Bistums Roraima, das er von März 2022 bis zum 25. März 2023 während der Sedisvakanz als Diözesanadministrator leitete. Nach der Sedisvakanz wurde er erneut Generalvikar.
Am 13. März 2024 ernannte ihn Papst Franziskus zum Prälat von São Félix. Der Erzbischof von Cuiabá, Mário Antônio da Silva, spendete ihm am 1. Juni desselben Jahres in der Kathedrale von Padua die Bischofsweihe; Mitkonsekratoren waren der Bischof von Padua, Claudio Cipolla, und der emeritierte Prälat von São Félix, Adriano Ciocca Vasino, sowie der emeritierte Bischof von Padua, Antonio Mattiazzo. Sein Wahlspruch Nihil sum sine caritate („Nichts bin ich ohne die Liebe“) stammt aus 1 Kor 13,2 . Die Amtseinführung erfolgte am 30. Juni 2024.